# Jogos da CPLP de 2018
Os XI Jogos da CPLP, ou Jogos da CPLP de 2018 foram a décima primeira edição do referido evento multiesportivo para jovens atletas dos países falantes de língua portuguesa. O evento ocorreu entre 21 e 28 de Julho de 2016 e teve como sede o São Tomé, em São Tomé e Príncipe. Esta foi a primeira edição a ocorrer em São Tomé e Príncipe.
Com um máximo de 78 participantes por Estado-membro, as autoridades de São Tomé e Príncipe acolheram cerca de 700 pessoas, entre atletas, juízes, apoio médico e demais delegações, como técnicos e dirigentes, vindos de Angola, Brasil, Cabo Verde, Guiné-Bissau, Guiné Equatorial (pela primeira vez), Moçambique, Portugal e Timor-Leste.

## Modalidades
- Atletismo
- Basquetebol 3x3
- Futebol
- Voleibol de praia
- Taekwondo

## Participantes
- Angola
- Brasil
- Cabo Verde
- Moçambique
- Portugal
- São Tomé e Príncipe
- Timor-Leste
- Guiné-Bissau

## Quadro de Medalhas[6]
A delegação portuguesa foi a mais medalhada dos XI Jogos Desportivos, entre ouro, prata e bronze, com 25 medalhas, tendo em segundo lugar ficado a delegação de Moçambique, com 23 medalhas, e seguindo-se na terceira posição o país anfitrião, São Tomé e Príncipe, com 22.
     País sede destacado
| Ordem | País                    | Medalha de ouro | Medalha de prata | Medalha de bronze |    |
| ----- | ----------------------- | --------------- | ---------------- | ----------------- | -- |
| 1     | POR Portugal            | 12              | 8                | 5                 | 25 |
| 2     | MOZ Moçambique          | 12              | 4                | 7                 | 23 |
| 3     | STP São Tomé e Príncipe | 1               | 11               | 10                | 22 |
| 4     | CPV Cabo Verde          | 4               | 6                | 8                 | 18 |
| 5     | ANG Angola              | 6               | 7                | 3                 | 16 |
| 6     | BRA Brasil              | 4               | 2                | 2                 | 8  |
| 7     | GBS Guiné-Bissau        |                 |                  | 2                 | 2  |
| 8     | TLS Timor-Leste         |                 | 1                |                   | 1  |